# Zenta Mauriņa
Zenta Mauriņa (ur. 15 grudnia 1897 w Lejasciems, Imperium Rosyjskie, zm. 25 kwietnia 1978 w Bazylei, Szwajcaria) – łotewska pisarka, tłumaczka i filolożka.

## Życiorys
Jej ojcem był łotewski lekarz Roberts Mauriņš, a matką Melanie z domu Knappe, pianistka pochodzenia niemieckiego z Sankt Petersburga. Zenta z domu wyniosła trzy języki: łotewski, rosyjski i niemiecki. Krótko po urodzeniu rodzina przeniosła się do Grobiņy koło Lipawy. W wieku pięciu lat zachorowała na chorobę Heinego-Medina, przez co do końca życia musiała poruszać się na wózku inwalidzkim. W 1915 zdała maturę z wyróżnieniem w rosyjskim gimnazjum w Lipawie. W latach 1921–1923 studiowała filozofię na Uniwersytecie Łotwy w Rydze, a następnie filologię języków bałtyckich. Wykładała w Łotewskim Instytucie Pedagogicznym. W 1938 otrzymała tytuł doktora filozofii za badania prac łotewskiego poety i filozofa Fricisa Bārdy. W 1944 uciekła przed nadciągającą Armią Czerwoną do Niemiec. Od 1946 mieszkała w Uppsali w Szwecji, gdzie wykładała na miejscowym Uniwersytecie. W 1966 przeprowadziła się do Bad Krozingen w Badenii-Wirtembergii. Została pochowana na miejscowym cmentarzu. Była żoną łotewskiego pisarza, tłumacza i parapsychologa Konstantina Raudive.

Znaczek Poczty Łotewskiej z 1996

## Twórczość
Do 1944 opublikowała na Łotwie 19 książek, w tym monografie łotewskich pisarzy Rainisa, Jānisa Poruksa, Anny Brigadere i Fricisa Bārdy, jak również Dantego i Fiodora Dostojewskiego. Po wojnie wydała 20 książek w języku łotewskim i 27 po niemiecku. Jej prace były tłumaczone na wiele języków, w tym włoski, angielski, rosyjski, szwedzki, duński, fiński i holenderski.

## Nagrody i odznaczenia
- 1968 – Krzyż Oficerski Orderu Zasługi Republiki Federalnej Niemiec
- 1969 – nagroda World Free Latvians Association
- 1971 – Nagroda Konrada Adenauera w dziedzinie literatury
- 1977 – honorowa obywatelka Bad Krozingen

## Upamiętnienie
- 1996 – znaczek pocztowy wydany przez Pocztę Łotewską[1]
- 2013 – W muzeum w Bad Krozingen odtworzono pokój pracy Zenty Mauriņy[4]